# Saint-Germain-de-Marencennes
Saint-Germain-de-Marencennes ist eine ehemalige französische Gemeinde mit 1.146 Einwohnern (Stand: 1. Januar 2022) im Département Charente-Maritime in der Region Nouvelle-Aquitaine (vor 2016: Poitou-Charentes); sie gehört zum Arrondissement Rochefort und ist Teil des Kantons Surgères. Die Einwohner werden Marancennais genannt.

## Geographie
Saint-Germain-de-Marencennes liegt etwa 29 Kilometer ostsüdöstlich von La Rochelle in der historischen Region Aunis. Umgeben wird Saint-Germain-de-Marencennes von den Ortschaften Péré im Norden und Nordwesten, Surgères im Norden und Nordosten, La Devise im Osten, Genouillé im Süden und Südosten, Muron im Südwesten sowie Landrais im Westen.

## Geschichte
Zum 1. März 2018 wurde Saint-Germain-de-Marcennes mit der Nachbargemeinde Péré zur Commune nouvelle Saint-Pierre-la-Noue vereinigt.

## Bevölkerungsentwicklung
| Jahr                      | 1962 | 1968 | 1975 | 1982 | 1990  | 1999  | 2006  | 2013  |
| Einwohner                 | 790  | 806  | 895  | 974  | 1.079 | 1.038 | 1.117 | 1.204 |
| Quelle: Cassini und INSEE |      |      |      |      |       |       |       |       |

## Sehenswürdigkeiten

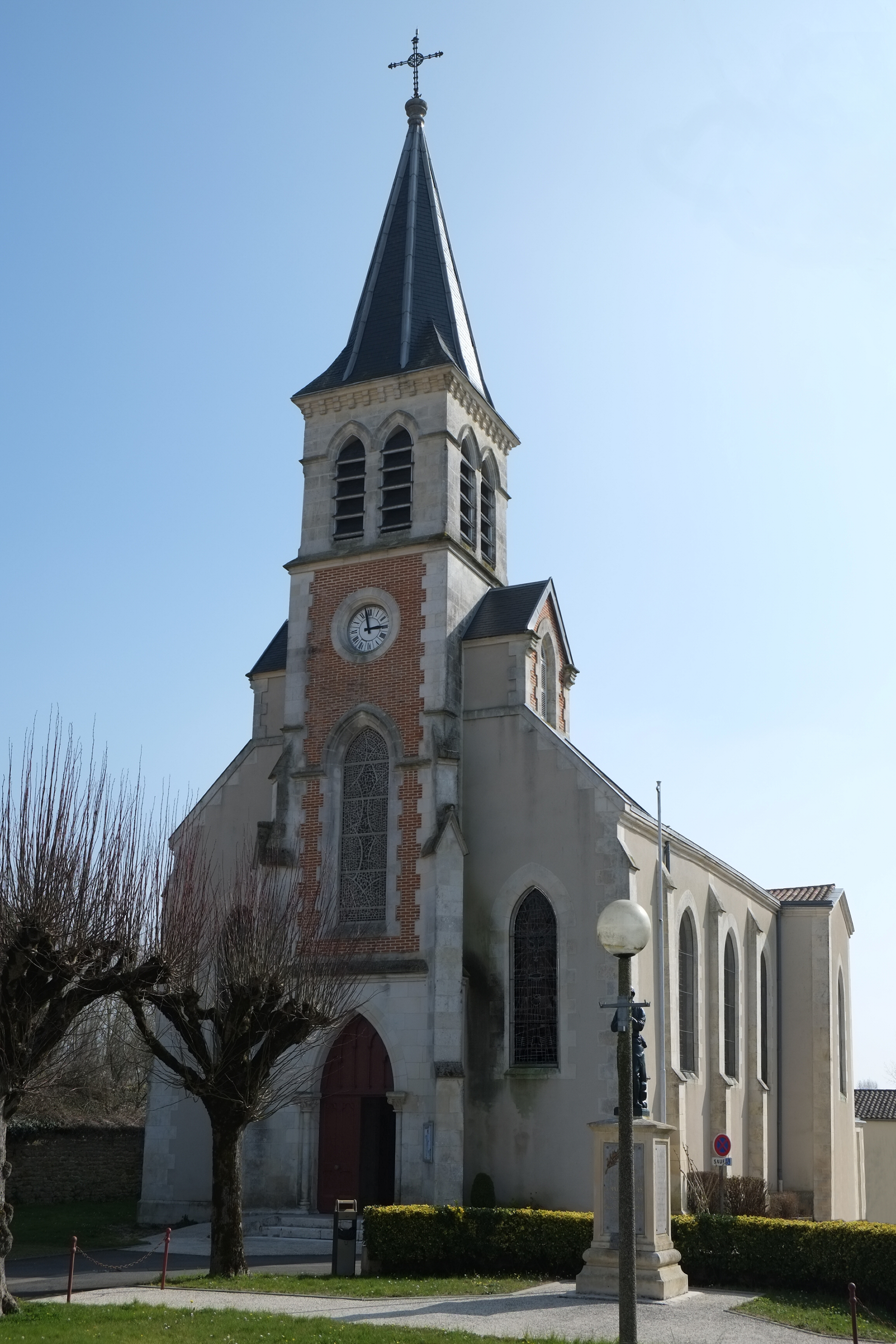
Kirche Saint-Germain

- Kirche Saint-Germain, 1861 erbaut
- Mühle Sirat

## Persönlichkeiten
- Raimund Peraudi (1435–1505), Kardinal